# Cornelia Froboess
Cornelia Froboess (Wriezen, Alemania; 28 de octubre de 1943) es una actriz e ídolo adolescente alemana de los años 1950 y los inicios de los años 60.
Durante esa época, Froboess apareció en muchos musicales, especialmente después de que la ola del rock and roll golpeara Alemania. En esas películas cómicas, muchas veces interpretó a la típica Berliner Göre (chica de Berlín) que busca independencia de sus muy estrictos padres.
Como Conny Froboess, tuvo su primer éxito en 1951, a los ocho años, con una canción escrita por su padre. "Pack die Badehose ein" ("Empaca tu traje de baño") una tonada alegre sobre un grupo de niños yendo a nadar un día caluroso de verano en Wannsee. El título de la canción se ha vuelto una frase sinónimo para ir a nadar que es fácilmente reconocible aún por los germanoparlantes que nunca han escuchado la canción.
En 1962 Froboes terminó en sexto lugar del Festival de la Canción de Eurovisión, donde cantó "Zwei kleine Italiener" ("Dos pequeños italianos") para Alemania.